# احمد سالاری
احمد سالاری (زادهٔ ۲۱ سپتامبر ۱۹۶۴) شاعر و بازیگر اهل امارات متحده عربی بود. او با تأسیس شرکت هنری خصوصی به نام Mix Myrk for Art Production به استعداد یابی جوانان اماراتی پرداخت و یکی از پیشگامان کارهای هنری در شهر العین محسوب شد.
از آثار هنری او می‌توان به برنامه «متصل منفصل» و فیلم «المریحانة» اشاره کرد.
 سالاری در ۲۸ مارس ۲۰۱۴، در یک تصادف رانندگی کشته شد.